# The Whisperer in Darkness
The Whisperer in Darkness è un film indipendente del 2011 diretto da Sean Branney basato sul racconto horror fantascientifico di Howard Phillips Lovecraft Colui che sussurrava nelle tenebre.
Realizzata in bianco e nero, la pellicola ricalca la falsariga dei film horror degli anni trenta. La trama, inizialmente fedele al racconto originale, presenta un finale completamente diverso da quello di Lovecraft. Il film è inedito in Italia, disponibile solo su internet con sottotitoli italiani.

## Trama
Albert Wilmarth, studioso di folclore della Miskatonic University ad Arkham, entra in corrispondenza con Henry Wentworth Akeley, un contadino del Vermont, in relazione ad una serie di strani avvistamenti ed allagamenti vicino al paese di Townshend. Akeley afferma d'essere in possesso di prove che dimostrerebbero la presenza di una razza extraterrestre nelle vicinanze, protetta da un gruppo di alleati con sembianze umane. Le lettere vengono eventualmente intercettate e la fattoria di Akeley attaccata. Wilmarth rimane comunque scettico al riguardo fino alla visita del figlio di Akeley, armato di prove fotografiche e di una registrazione di strani riti. Tra le fotografie portategli, Wilmarth riconosce un antico artefatto associato al mito dei Grandi Antichi, trovato nella foresta da Akeley. La corrispondenza tra i due riprende, ma il tono delle lettere di Wilmarth cambia radicalmente: il solito panico nei confronti degli invasori si tramuta in sincero entusiasmo. Wilmarth viene infine invitato a far visita ad Akeley, il quale sembra nascondere qualcosa.

## Accoglienza
Il film ha ricevuto recensioni positive da parte della critica e detiene un 86% di punteggio positivo sul sito Rotten Tomatoes.